# Carlos Saavedra Lamas
Carlos Saavedra Lamas (Buenos Aires, 1 de novembro de 1878 — Buenos Aires, 5 de maio de 1959) foi um político, diplomata, escritor e advogado argentino.

## Carreira
Estudou Direito na Universidade de Buenos Aires, sendo posteriormente professor na mesma escola e também na Universidade Nacional de La Plata. Foi deputado e Ministro da Justiça e da Instrução Pública em 1915, e das Relações Exteriores de 1932 a 1938 durante a presidência do General Agustín P. Justo.
Foi presidente da Conferência da Paz da Guerra do Chaco iniciada após a assinatura do Protocolo de Paz em 12 de junho de 1935, que possibilitou o cessar-fogo entre os dois países beligerantes (Bolívia e Paraguai), findada após a assinatura do Tratado de Paz, Amizade e Limites 1938, na qual participaram do Brasil, Chile, Peru, Uruguai e Estados Unidos. Foi agraciado com o Nobel da Paz em 1936.
Foi presidente da XI, Conferência Internacional do Trabalho, celebrada em Genebra em 1928, da Conferência Panamericana de 1936, e da Assembleia da Sociedade das Nações em 1936. Para além disso, foi Reitor da Universidade de Buenos Aires entre 1941 e 1946 e professor da mesma até 1946. Presidiu a Academia de Direito e Ciências Sociais da Argentina.
Era membro das Fraternidades Leigas de São Domingos, da Ordem dos Pregadores.

## Obras principais
Escritor de obras dedicadas ao internacionalismo e ao Direito, entre as suas obras cabe destacar:
- El derecho de asilo
- Por la paz de las Américas
- Vida internacional
- El doctor Luis María Drago, su obra internacional
- Los valores de la Constitución
- El régimen administrativo y financiero de la Universidad de Buenos Aires